# Haarlemmerhout

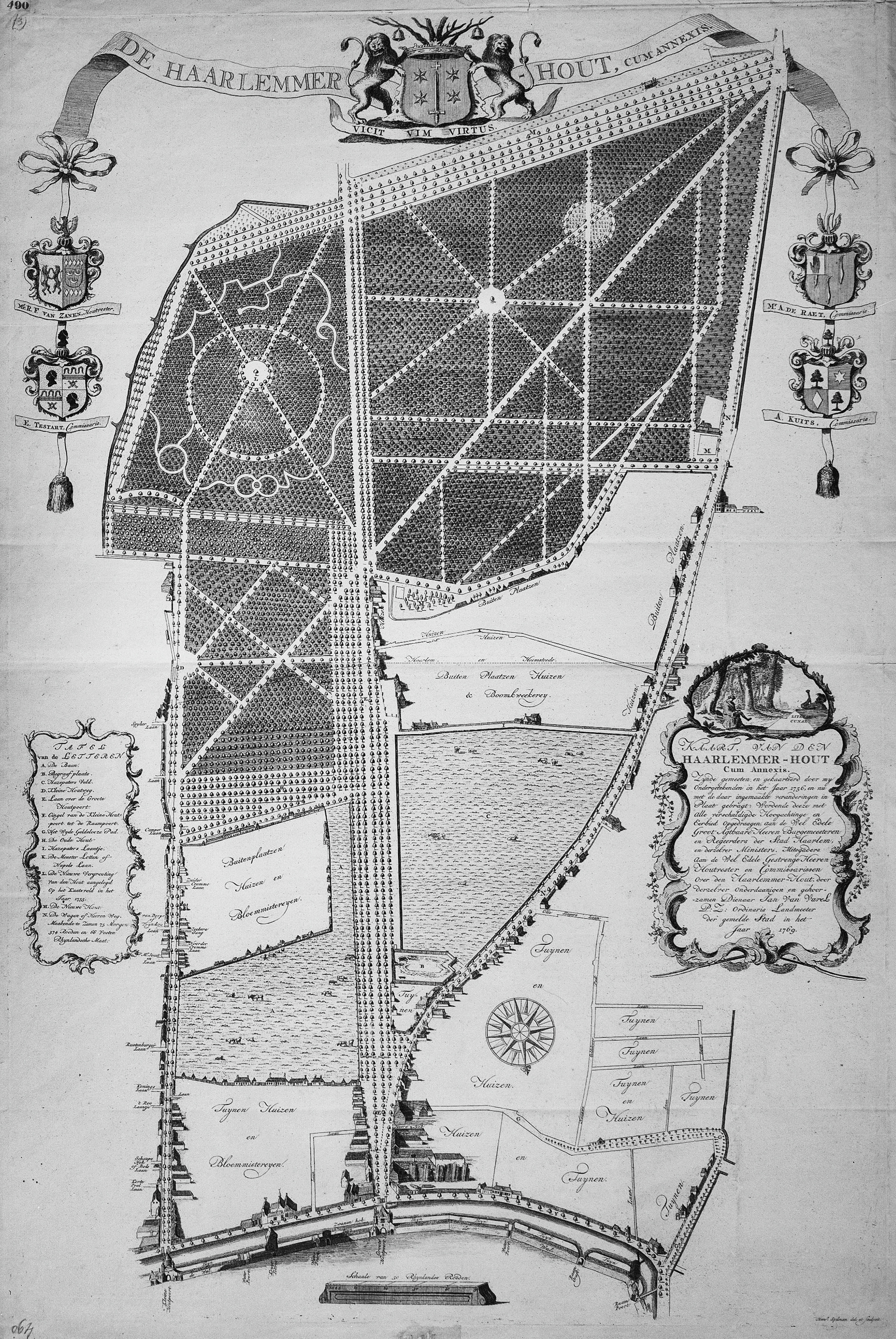
Kaart Haarlemmerhout uit 1769 - Kaartnoorden onderzijde

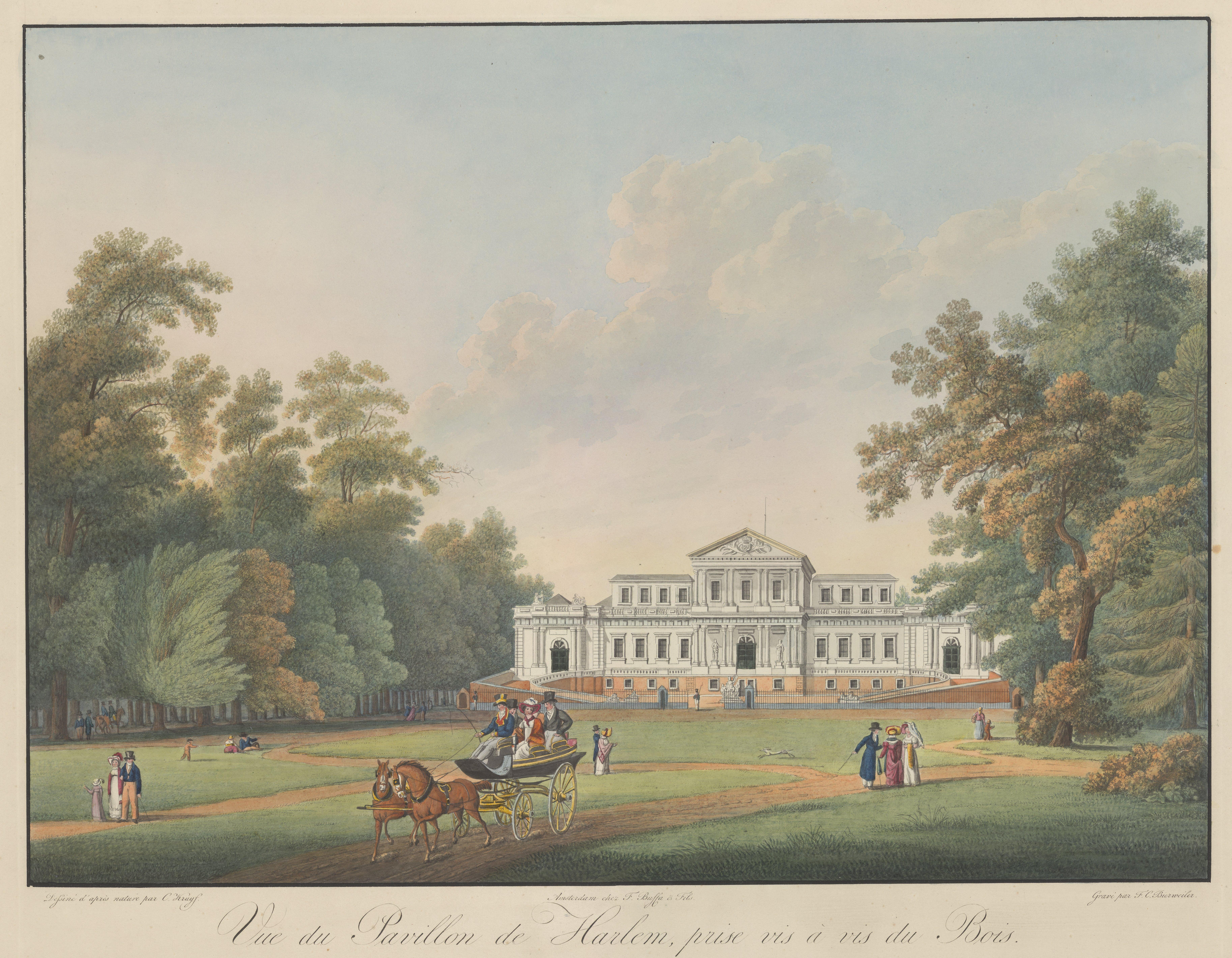
Paviljoen Welgelegen

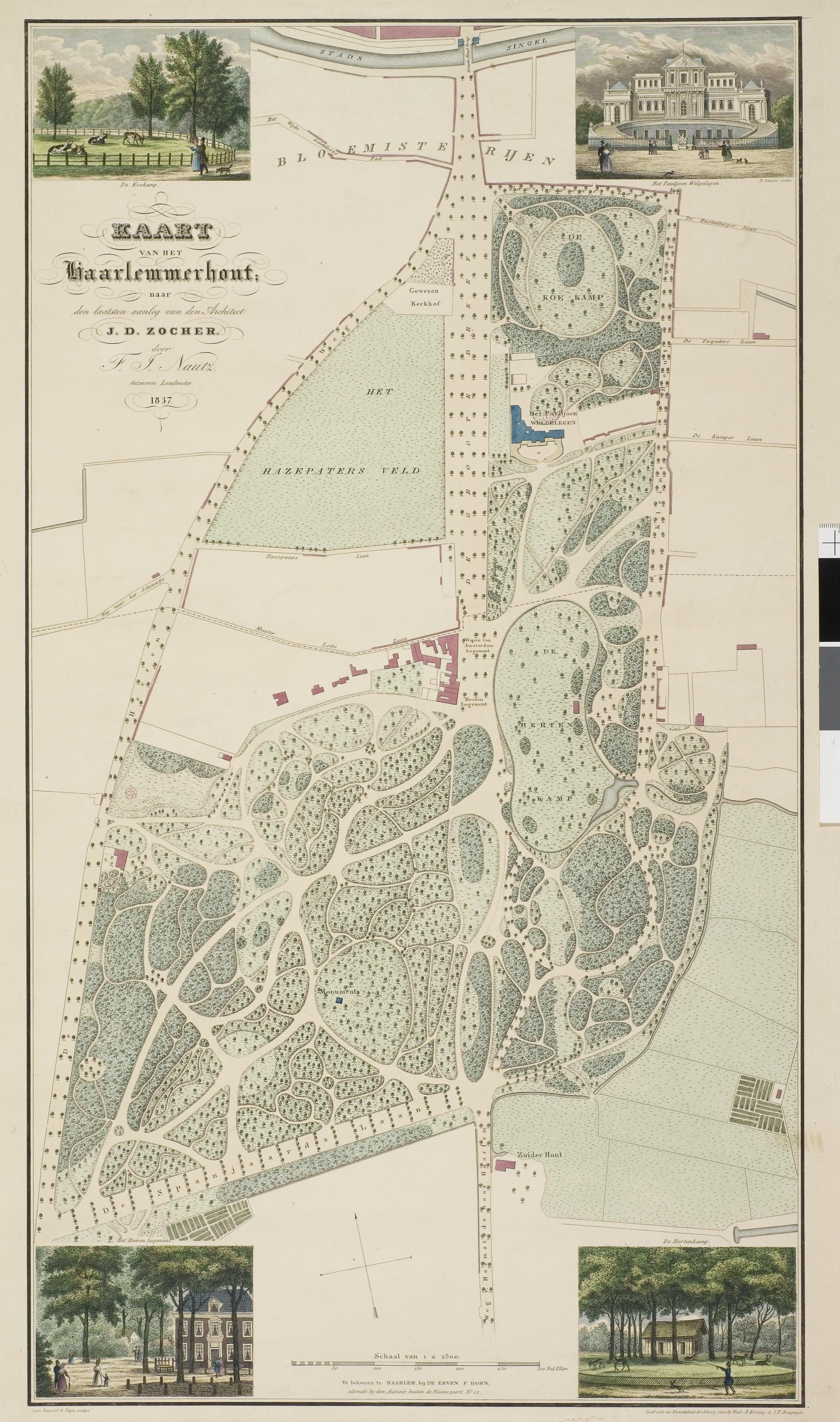
kaart Haarlemmerhout uit 1837

De Haarlemmerhout in Haarlem, ter plaatse ook bekend als De Hout, is het oudste stadsbos van Nederland. Het werd populair als recreatiegebied in de Gouden Eeuw voor welgestelden uit Haarlem en Amsterdam. Het bos is gelegen in de wijk Haarlemmerhoutkwartier.

## Indeling
De Haarlemmerhout omvat drie deelgebieden. Het oostelijke deel de Kleine Hout doet dienst als stadspark, het westelijke deel de Grote Hout is een stadsbos. Het derde deel, landgoed Eindenhout ligt ten westen van de Grote Hout en de Wagenweg. Eindenhout met de gelijknamige, in 1793 door de Amsterdamse architect Pierre Esaie Duyvené gebouwde villa, functioneert als een afgesloten natuurreservaat. De Kleine Hout en Grote Hout zijn sinds 1931 van elkaar gescheiden door de Fonteinlaan en in 1969 werd deze scheiding nog meer vergroot door de verbreding tot dubbele rijbanen van deze provinciale weg 205.
Bij de Kleine Hout bevinden zich Paviljoen Welgelegen, een theehuis, een hertenkamp en een kinderboerderij. Ook het Hildebrandmonument en de muziekkoepel Het Koepeltje, een ontwerp van de architect Wiek Röling uit de jaren zestig van de twintigste eeuw, staan in dit deel van de Hout.

## Geschiedenis

### Oerbos
De Hout maakte vroeger mogelijk deel uit van een groter bos dat werd aangeduid met Holtland. Hier zou ook de provincie Holland zijn naam aan over hebben gehouden. Dat oerbos zou zich hebben uitgestrekt tot aan het Haagse Bos in Den Haag. In 1392 werd hier 
de eerste klootschietbaan aangelegd. 
De Hout is in het verleden meerdere malen gekapt. Zo vond in 1426 de eerste kaalkap plaats door het uitbreken van de Hoekse en Kabeljauwse twisten. In 1572 werd de Hout opnieuw gekapt als gevolg van het Spaans beleg van Haarlem.

### Herplanting
In 1584 is de Hout bij Vlooienveld en de Hertenkamp herplant, in 1603 is de Grote Hout herplant. Nabijheid van bos en water (het Spaarne) was een belangrijke trekpleister voor de rijken. In die tijd was Haarlem vanaf Amsterdam relatief ver, maar wel goed bereikbaar. In de natuur van Haarlem stichtte men buitenplaatsen waar de rijke handelaren in de zomer vertoefden. Het bos waarin de buitenplaatsen gevestigd werden, ging later Haarlemmerhout heten.

### 1790: Herinrichting de Kleine Hout en Paviljoen Welgelegen
Aan de noordkant van de Haarlemmerhout ligt Paviljoen Welgelegen. De Amsterdamse bankier Henry Hope liet deze villa tussen 1786 en 1789 bouwen als vervanging van Hofstede Welgelegen. Hope had het huis bedoeld als cultureel buitenverblijf om zijn kunstverzameling tentoon te spreiden. Hope beschouwde de Haarlemmerhout als zijn openbare voortuin. Met de gemeente kwam Hope overeen dat de Haarlemmerhout opnieuw beplant zou worden. Bij de herbeplanting werd rekening gehouden met het zicht op en het uitzicht vanuit het Paviljoen. Vanuit het huis werd een zichtlijn gevormd door boomgroepen zo te groeperen dat een diepte-effect ontstond. Hope kon daardoor vanuit zijn huis ver uitzien over het bos. Oude bomen werden daarbij zo veel mogelijk behouden.

### 1830: Herinrichting in landschapsstijl
De huidige ruimtelijke opbouw van de Haarlemmerhout dateert uit 1830 en is ontworpen door J.D. Zocher. Het stadsbos wordt ontworpen in Engelse landschapsstijl met een hertenkamp. De zichtlijn als bedacht door Hope is door Zocher grotendeels in stand gelaten. Ook oude bomen zijn weer zoveel als mogelijk gespaard, in de Haarlemmerhout zijn honderden monumentale bomen te vinden. Sinds 1830 omvat de Haarlemmerhout een aantal deelgebieden: het stadsbos de Grote Hout, het stadspark de Kleine Hout, het landgoed en natuurgebied Eindenhout.

### 1902: Herinrichting door Springer
De tuinarchitect Leonard Springer bracht alle kennis over de geschiedenis van de Haarlemmerhout bijeen in het boekje De Haarlemmerhout van 1583-1896. In 1902 kreeg hij het beheer over De Hout. Onder zijn leiding is het bos uitgedund, zijn paden verhard en bloembollen aangeplant, waardoor een parkachtiger bos ontstond.

### 1940: Oorlogsjaren
In de hongerwinter zijn veel jongere bomen gekapt door de bevolking om de winter door te komen.

### 1965: Verjonging en aanleg provinciale weg
In 1965 werd een hoofd plantsoenendienst gezocht die tevens de deskundigheid bezat om de Haarlemmerhout te verjongen. Men kwam hierbij, zonder procedure, direct uit bij Jan Jacob Schipper. Veel oude bomen moesten vervangen worden. Schipper moest ondanks de vernieuwing zien dat de Hout door een provinciale weg doorsneden zou worden: de N205 ofwel de Fonteinlaan, zoals het gedeelte van de Dreef in de Hout is genaamd. De kap van de bomen leidt ertoe dat er tot in de Tweede Kamer over de Haarlemmerhout wordt gesproken en dit gebied op 27 november 1969 als eerste groene rijksmonument een beschermde status kreeg.

## Monumenten

### Dreefzicht
Dreefzicht is de voormalige buitensociëteit van het genootschap Trou moet Blijcken. Het is gebouwd in 1840 naar ontwerp van Zocher junior. In 1964 is Dreefzicht grondig verbouwd. Tegenwoordig bevindt zich hierin restaurant Dreefzicht van La Place. Het stond oorspronkelijk op een terp aan het eind van de Dreef door gazons met grote bomen. Met het doortrekken van de Dreef via de Fonteinlaan en de toegenomen verkeersdrukte kan Dreefzicht nu niet meer het centraal ontmoetingspunt in de Haarlemmerhout vervullen.

### Hildebrandmonument
Aan de zuidkant van de Haarlemmerhout, omgeven door rhododendrons, is sinds 1962 een fontein met de beeldengroep het Hildebrandmonument te vinden. Deze beeldengroep stelt de figuren uit de Camera Obscura voor, naar het boek van Hildebrand, pseudoniem van de schrijver Nicolaas Beets. Ook Beets zelf is in de beeldengroep te vinden. De Camera Obscura is een bundel met verhalen en verscheen voor het eerst in 1839. Een van de bekendste verhalen is Een onaangenaam mensch in de Haarlemmerhout – dat verhaalt over een door Hildebrand doorgebrachte dag in de Haarlemmerhout samen met zijn onsympathieke neef Nurks. Na jaren van verval door vandalisme is op 13 september 2014, op de 200e geboortedag van Beets, de beeldengroep in ere hersteld, met replica's van duurzaam materiaal.

## Festivals en andere activiteiten

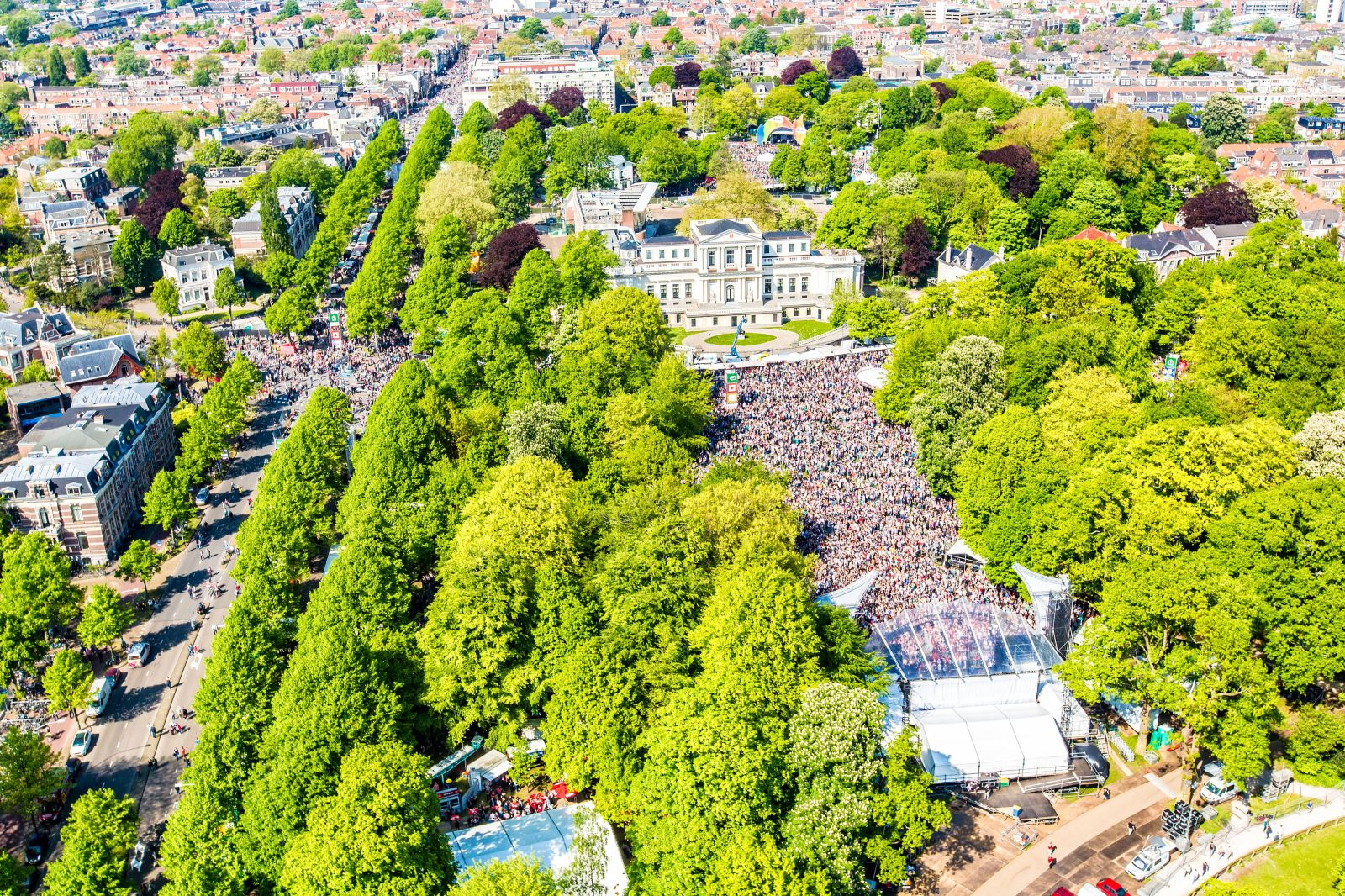
Bevrijdingspop 2014

Vanaf zeker 1597 vond in de Haarlemmerhout de Sint Janskermis in juni plaats. Sinds 1980 vindt elk jaar Bevrijdingspop in de Haarlemmerhout plaats. Ook het Houtfestival vindt hier plaats. In de muziekkapel vinden gedurende de zomermaanden regelmatig kleinschalige jazz- of klassieke concerten plaats. Verder zijn er gedurende de zomermaanden elke zaterdag verschillende markten aan de rand van Haarlemmerhout zoals een boeken-, antiek- en curiosamarkt.

## Aanleg verkeerstunnel
In de toekomstplannen van de gemeente Haarlem werd geopperd de N205 te ondertunnelen. Project Zuid-Ring Haarlem beoogt de aanleg van de Kennemertunnel, voordien Mariatunnel vanaf de Westelijke Randweg tot aan de Schipholweg waardoor de Fonteinlaan ontlast wordt. De aanleg van de Kennemertunnel is het meest omvangrijke en ingrijpende project binnen de aangenomen Structuurvisie openbare ruimte Haarlem 2040. De aanleg van de tunnel is echter geschrapt in de in 2021 aangenomen Mobiliteitsvisie. De geraamde kosten zo’n 800 miljoen euro kunnen volgens de visie in het kader van mobiliteitstransitie geïnvesteerd in infrastructuur ten behoeve van voetganger, fiets en OV, dan voor de auto.

## Fotogalerij

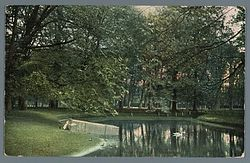
De Haarlemmerhout rond 1910
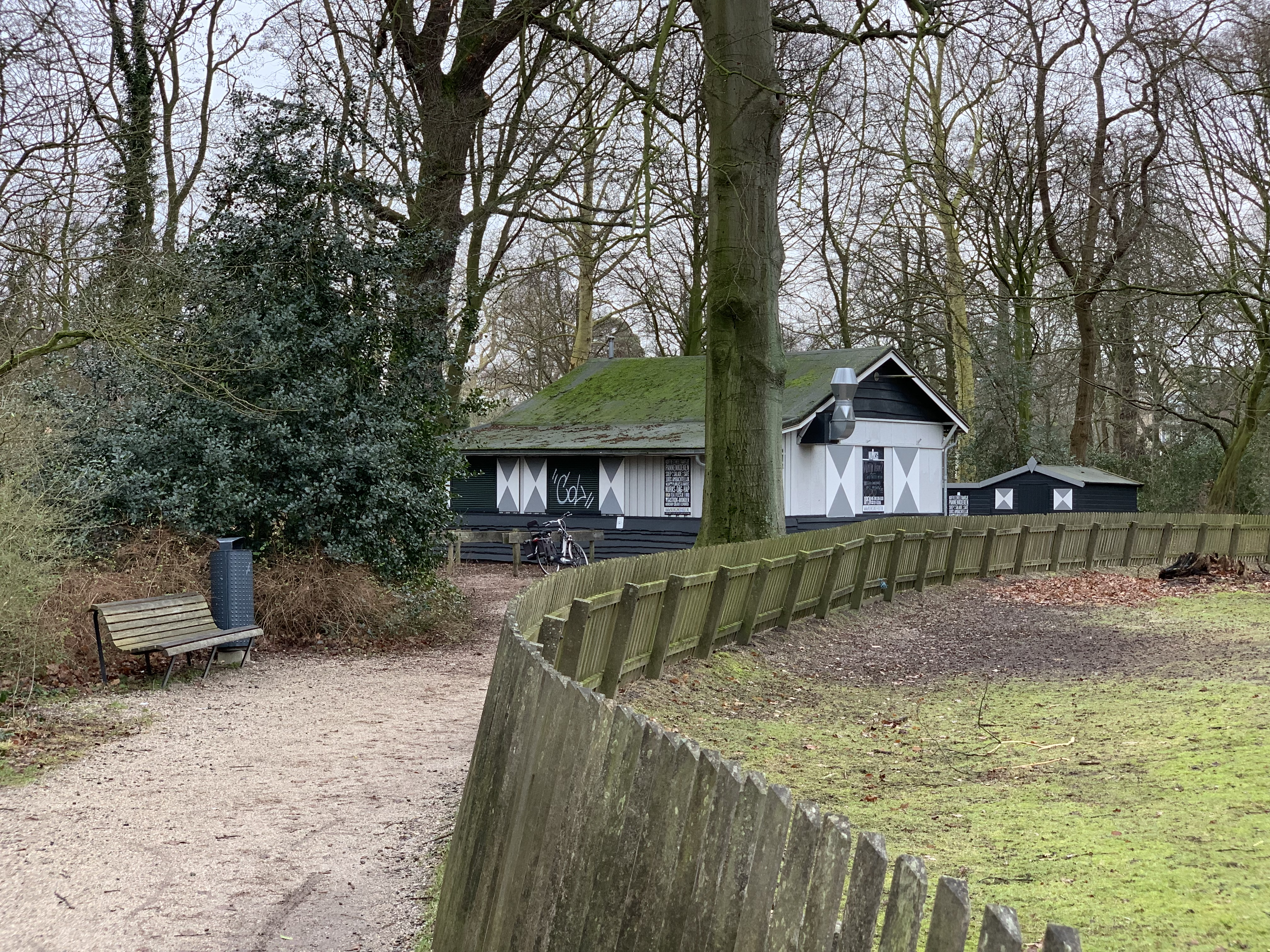
Het theehuis
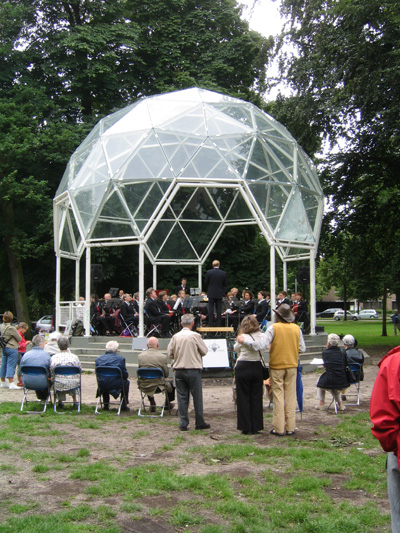
Klassiek concert muziekkapel Haarlemmerhout
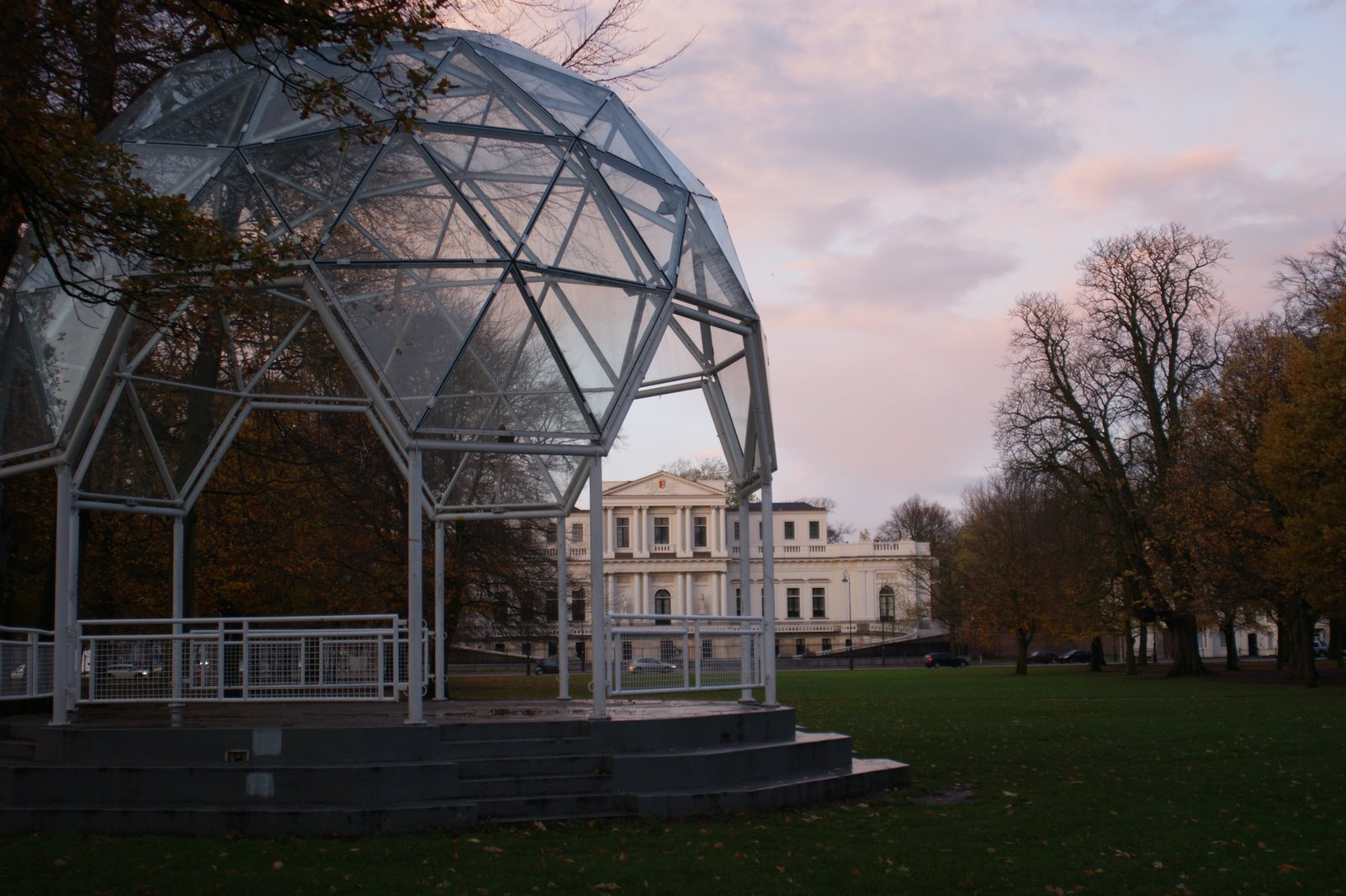
Muziekkoepel met op de achtergrond Paviljoen Welgelegen
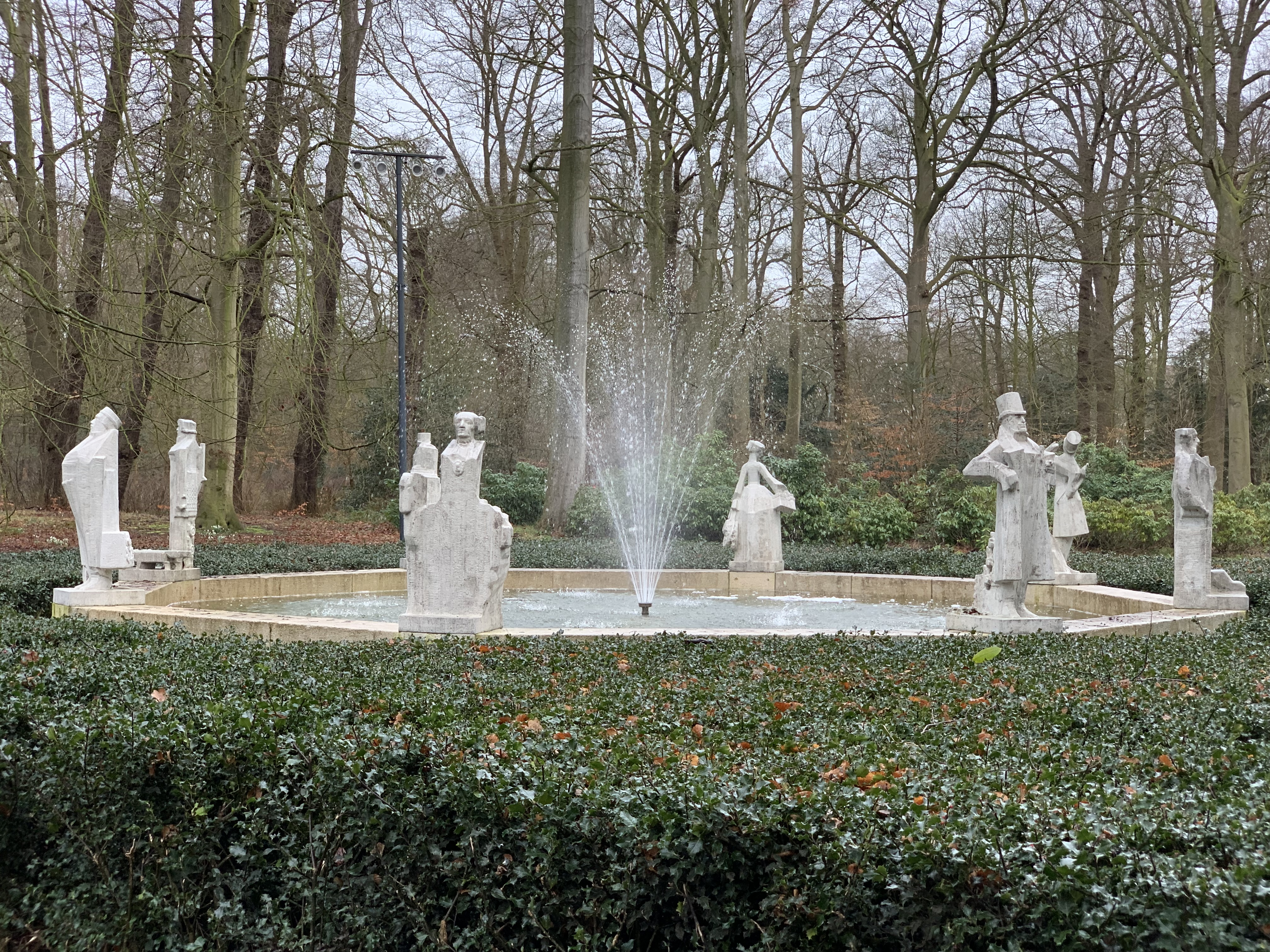
Het Hildebrandmonument